# Rete tranviaria di Brema
La rete tranviaria di Brema è la rete tranviaria che serve la città tedesca di Brema.

## Linee
La rete si compone di otto linee:
- 1 Huchting - Hbf - Bf. Mahndorf
- 2 Gröpelingen - Domsheide - Sebaldsbrück
- 3 Gröpelingen - Domsheide - Weserstadion - Weserwehr (La briglia del Weser a Hastedt)
- 4 Arsten - Domsheide- Hbf - Lilienthal
- 5 Bürgerpark - Hbf - Gröpelingen
- 6 Aeroporto di Brema - Domsheide - Hbf - Università di Brema
- 8 Huchting - Domsheide - Hbf - Kulenkampffallee
- 10 Gröpelingen - Hbf - Sebaldsbrück

Alcune corse delle linee 1 e 4, in direzione centro, vengono espletate come linee espresse (Schnelllinie), con un numero minore di fermate. Tali corse sono indicate dalla lettera S posposta al numero di linea ("1S" e "4S").